# Larochea
Larochea is een geslacht van weekdieren uit de klasse van de Gastropoda (slakken).

## Soorten
- Larochea miranda Finlay, 1927
- Larochea scitula B. A. Marshall, 1993
- Larochea secunda Powell, 1937
- Larochea spirata Geiger & B. A. Marshall, 2012